# Wohn- und Wirtschaftsgebäude Königstraße 57
Das Wohn- und Wirtschaftsgebäude Königstraße 57 in Hude-Hudermoor, außerhalb und nordöstlich des Ortskernes, wurde in der Mitte des 19. Jahrhunderts gebaut.
Das Gebäude steht unter Denkmalschutz (siehe auch Liste der Baudenkmale in Hude (Oldenburg)).

## Geschichte
Das kleine eingeschossige giebelständige Zweiständerhallenhaus in Fachwerk mit Steinausfachungen, mit teilweise reetgedecktem Krüppelwalmdach und Niedersachsengiebel mit Uhlenloch, wurde wohl um 1850 gebaut. 
Das Niedersächsische Landesamt für Denkmalpflege befand: „... geschichtliche Bedeutung ... als beispielhaftes spätes Fachwerkhallenhaus ...“